# Route nationale 786
Die Route nationale 786, kurz N 786 oder RN 786, war eine französische Nationalstraße, die von 1933 bis 1973 in drei Abschnitten zwischen Dinard und Morlaix verlief. Sie folgte dabei weitestgehend dem Küstenverlauf. Ihre Gesamtlänge betrug 184,5 Kilometer.  Vor 1933 war die Straße im Département Finistère der Chemin de Grande Communication (Gc) 64.

## Route nationale 786a
Die Route nationale 786A, kurz N 786A oder RN 786A, war eine französische Nationalstraße und zugleich von 1933 bis 1973 ein Seitenast der Nationalstraße 786, der zwischen Matignon und der Nationalstraße 168 westlich von Plancoët verlief. Ihre Länge betrug 12 Kilometer.

## Route nationale 786b
Die Route nationale 786B, kurz N 786B oder RN 786B, war eine französische Nationalstraße und zugleich von 1933 bis 1973 eine Seitenast der Nationalstraße 786, der zwischen Saint-Alban und der Nationalstraße 12 sowie der N 168 in Lamballe verlief. Ihre Länge betrug 11 Kilometer. Heute ist die Straße als Département-Straße 791 ausgewiesen.

## Route nationale 786c
Die Route nationale 786C, kurz N 786C oder RN 786C, war eine französische Nationalstraße und zugleich von 1933 bis 1973 eine Seitenast der N 786, der von Paimpol aus zum Pointe de l’Arcouest. Einziger Ort auf der 6 Kilometer langen Straße, die heute als Département-Straße 789 beschildert ist, ist Ploubazlanec.

## Route nationale 786d
Die Route nationale 786D, kurz N 786D oder RN 786D, war eine französische Nationalstraße und zugleich von 1933 bis 1973 ein Seitenast der N 786, der zwischen Lannion und Trébeurden verlief. Sie nahm dabei nicht den direkten Weg, sondern verlief nach Perros-Guirec und folgte dann weitestgehend dem Küstenverlauf des Ärmelkanals. Ihre Länge betrug 29 Kilometer.